# Impasse du Bœuf
Ne doit pas être confondu avec Impasse des Bœufs.
L'impasse du Bœuf est une voie, ancienne, située dans le quartier Saint-Merri du 4e arrondissement de Paris.

## Situation et accès
L'impasse du Bœuf, d'une longueur de 44 mètres, est située dans le 4e arrondissement, quartier Saint-Merri, et commence au 10, rue Saint-Merri. Elle est fermée par une grille.
L'impasse du Bœuf est desservie à proximité par la ligne 11 à la station Rambuteau.

## Origine du nom
Son nom lui vient d'une enseigne.

## Historique
Cette très ancienne voie de Paris est mentionnée dès le XIIIe siècle ; elle formait alors un retour d'équerre qui se prolongeait par la rue Pierre-Oilart jusqu'à la rue Brisemiche.
Devenue une impasse, elle s'appelle alors, en 1305, « cul-de-sac de Bec-Oye » ou « cul-de-sac de Bec-Oie ».
Antony Béraud et Pierre-Joseph-Spiridion Dufey pensent que cette voie est citée dans Le Dit des rues de Paris de Guillot de Paris sous le nom de « rue à Bouvetins ».
Par la suite, le nom a dérivé progressivement en « cul-de-sac du Buef-et-Oë », « cul-de-sac du Boeuf-et-Oué », puis « cul-de-sac des Bouvetins », pour aboutir à l'appellation actuelle,. Il fut un temps également appelé « cul-de-sac de la rue Neuve-Saint-Merri ».
Une ordonnance du bureau des Finances, en date du 20 décembre 1774, prescrit la fermeture de cette voie, large de 2,5 mètres par une grille.
Au XIXe siècle, l'impasse du Bœuf, d'une longueur de 44 mètres, située dans l'ancien 7e arrondissement, quartier Sainte-Avoye, commençait entre les nos 10 et 12 de la rue Neuve-Saint-Médéric et se finissait en impasse.
Cette impasse ne comportait pas de numéros.

## Bâtiments remarquables et lieux de mémoire

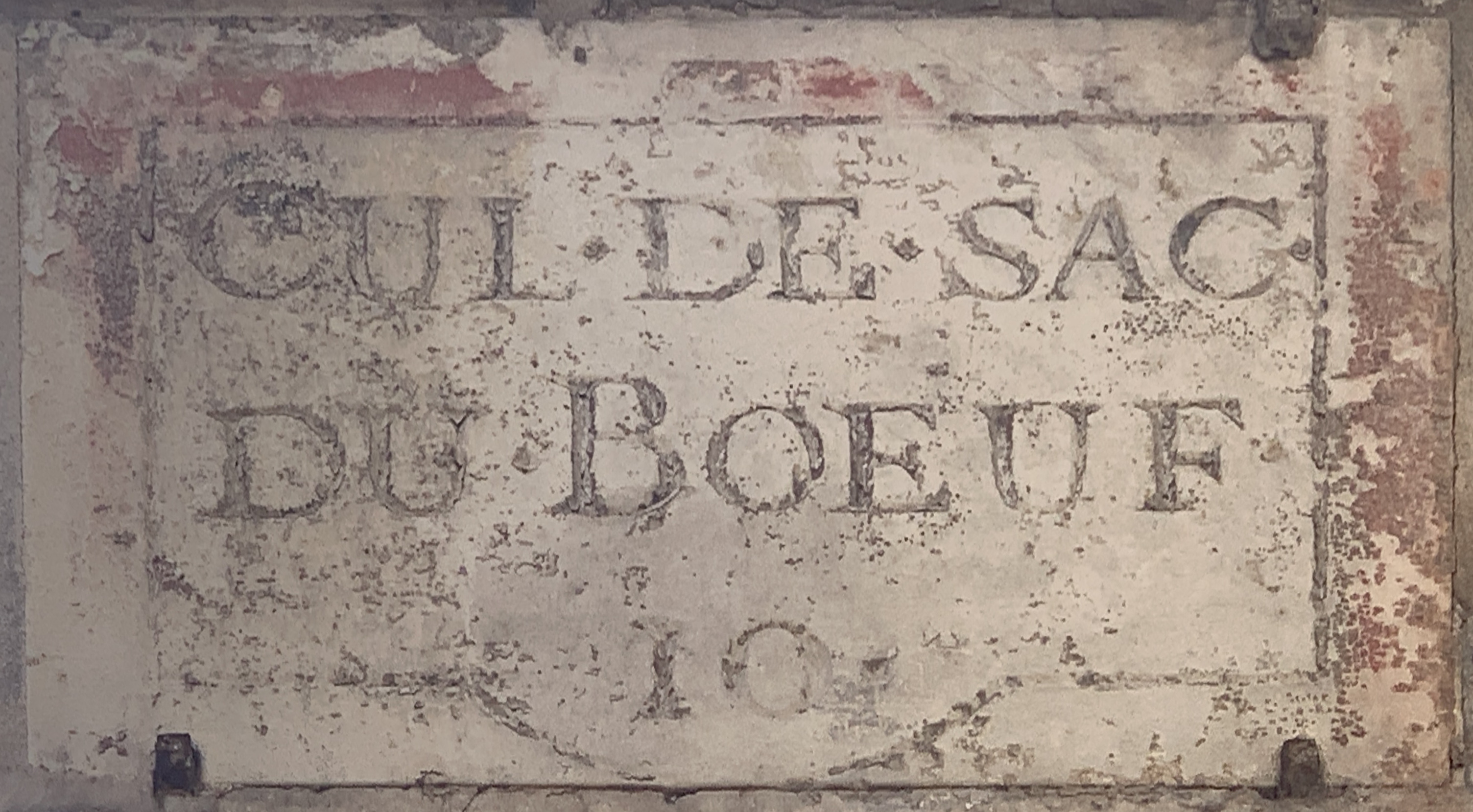
Ancienne inscription « cul de Sac du Bœuf ».
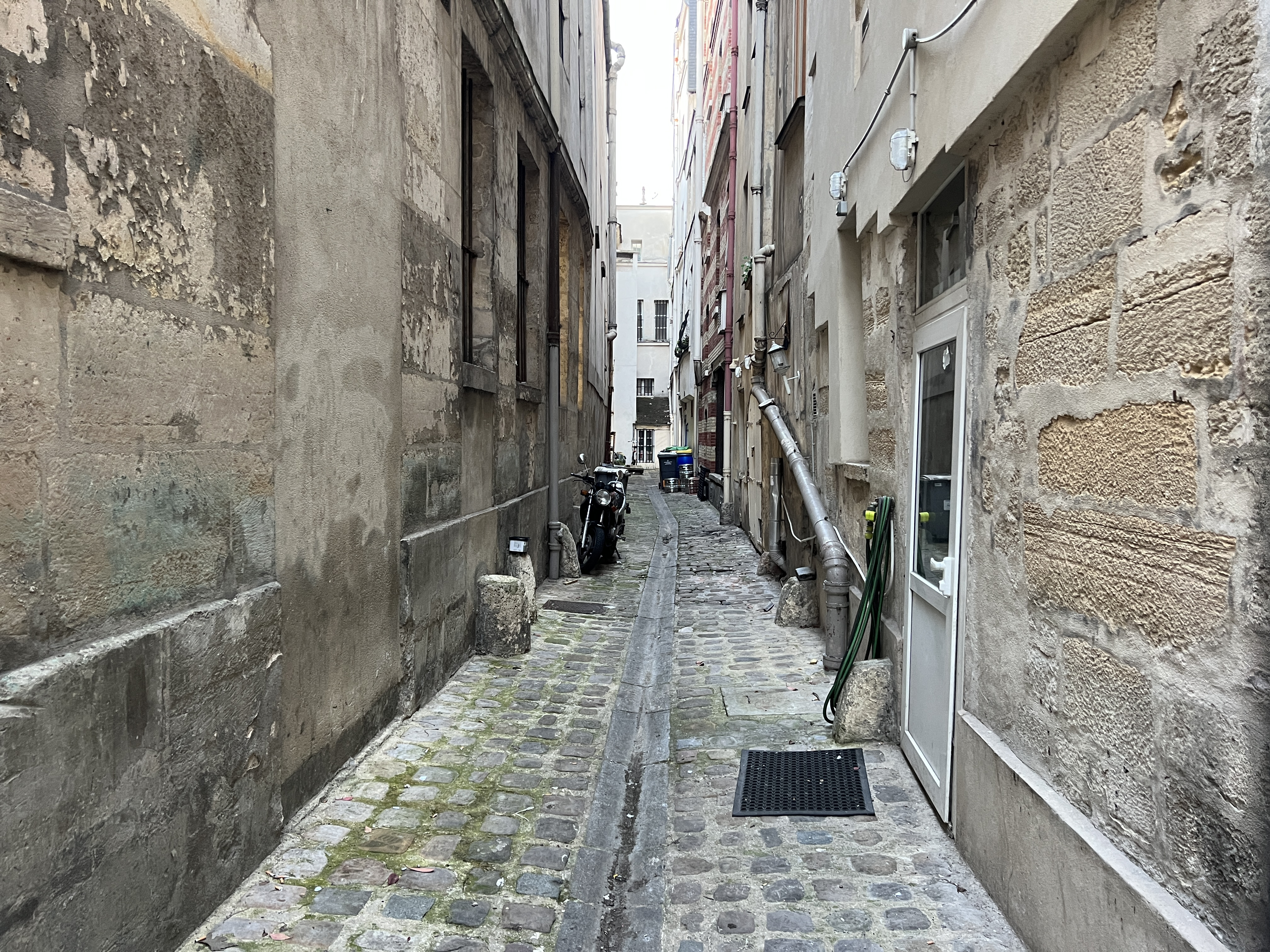
L'impasse en 2023.